# Mélissa (ort i Grekland, Thessalien)
Mélissa är en ort i Grekland.   Den ligger i prefekturen Nomós Kardhítsas och regionen Thessalien, i den centrala delen av landet, 210 km nordväst om huvudstaden Aten. Mélissa ligger 131 meter över havet och antalet invånare är 373.
Terrängen runt Mélissa är platt.Runt Mélissa är det ganska glesbefolkat, med 25 invånare per kvadratkilometer. Närmaste större samhälle är Karditsa, 4,8 km nordväst om Mélissa. Trakten runt Mélissa består till största delen av jordbruksmark.